# WDYHV1
WDYHV1 (англ. WDYHV motif containing 1) – білок, який кодується однойменним геном, розташованим у людей на короткому плечі 8-ї хромосоми. Довжина поліпептидного ланцюга білка становить 205 амінокислот, а молекулярна маса — 23 680.
| 10         |  | 20         |  | 30         |  | 40         |  | 50         |
| ---------- |  | ---------- |  | ---------- |  | ---------- |  | ---------- |
| MEGNGPAAVH |  | YQPASPPRDA |  | CVYSSCYCEE |  | NIWKLCEYIK |  | NHDQYPLEEC |
| YAVFISNERK |  | MIPIWKQQAR |  | PGDGPVIWDY |  | HVVLLHVSSG |  | GQNFIYDLDT |
| VLPFPCLFDT |  | YVEDAFKSDD |  | DIHPQFRRKF |  | RVIRADSYLK |  | NFASDRSHMK |
| DSSGNWREPP |  | PPYPCIETGD |  | SKMNLNDFIS |  | MDPKVGWGAV |  | YTLSEFTHRF |
| GSKNC      |  |            |  |            |  |            |  |            |

A: Аланін

C: Цистеїн

D: Аспарагінова кислота

E: Глутамінова кислота

F: Фенілаланін

G: Гліцин

H: Гістидин

I: Ізолейцин

K: Лізин

L: Лейцин

M: Метіонін

N: Аспарагін

P: Пролін

Q: Глутамін

R: Аргінін

S: Серин

T: Треонін

V: Валін

W: Триптофан

Кодований геном білок за функцією належить до гідролаз. 
Задіяний у такому біологічному процесі, як альтернативний сплайсинг. 
Локалізований у цитоплазмі, ядрі.